# Dolno Voivodino, Haskovo
Dolno Voivodino (în bulgară Долно Войводино) este un sat în comuna Haskovo, regiunea Haskovo,  Bulgaria. 

## Demografie
Componența etnică a satului Dolno Voivodino
     Romi (29,64%)
     Turci (39,82%)
     Bulgari (29,2%)
     Nicio identificare (1,32%)
La recensământul din 2011, populația satului Dolno Voivodino era de 226 locuitori. Nu există o etnie majoritară, locuitorii fiind turci (39,82%), romi (29,64%) și bulgari (29,2%). Pentru 1,32% din locuitori nu este cunoscută apartenența etnică.